# الحدود الألمانية التشيكية

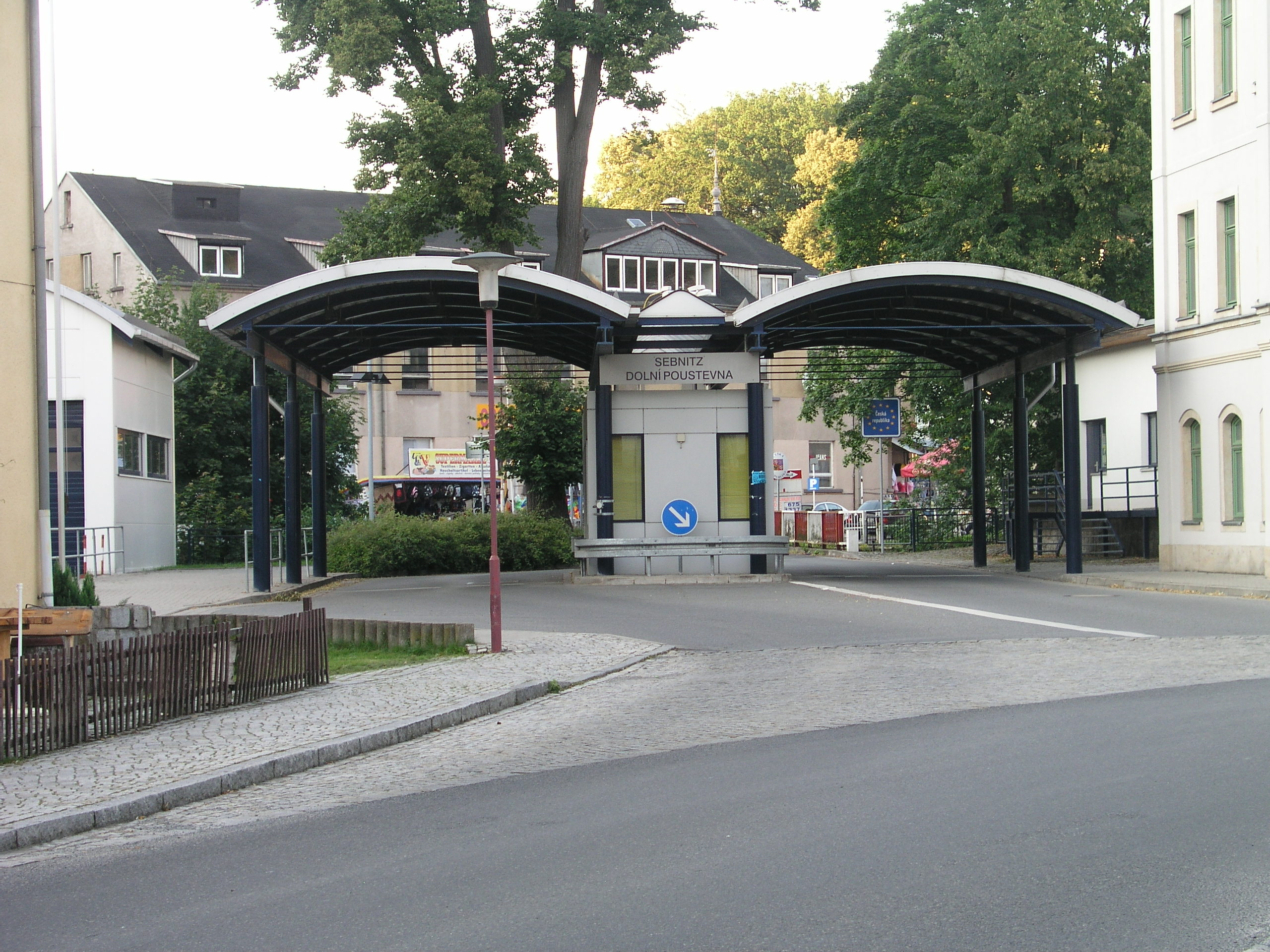
نقطة عبور حدودية بين زبنيتس، ألمانيا ودولني بوستيفنا، التشيك

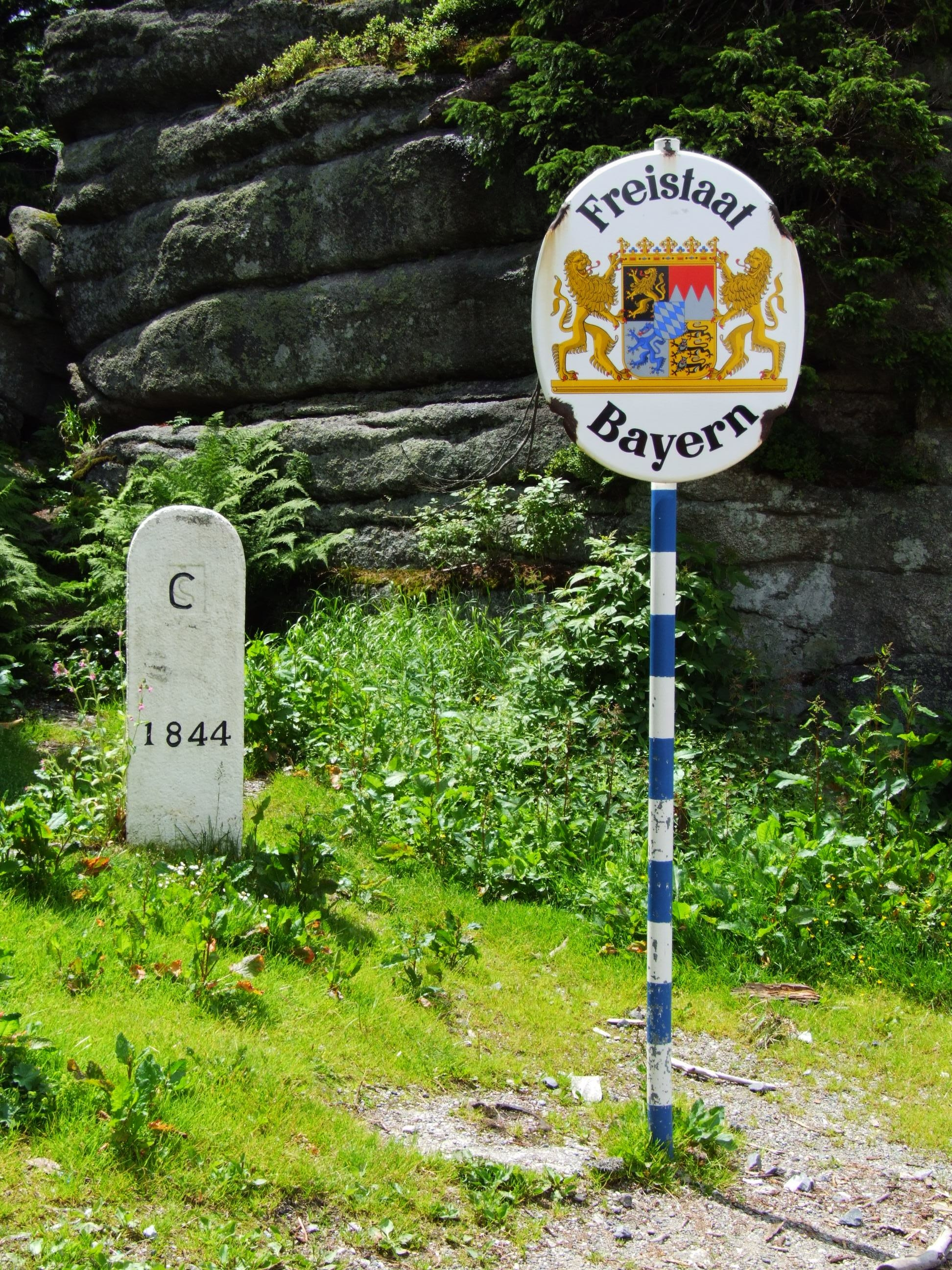
حجر حدودي على جبل ترايدنت/ دريسيلبيرغ

الحدود الألمانية التشيكية هي الحدود الدولية بين جمهورية التشيك وألمانيا. تمتد لمسافة 815 كيلومتر (506 ميل)  على شكل قوس يمتد من النمسا جنوبا إلى بولندا شمالا.

## الأنهار
تعبر عدة أنهار هذه الحدود أو تشكل أجزاء منها، وتشمل:
- شامب (بالتشيكية: Kouba)‏
- بفريمد
- وندرب (بالتشيكية: Odrava)‏
- أوه (بالألمانية: Eger)‏
- ريجنيتز
- إلستر الأبيض (بالتشيكية: Bílý Halštrov)‏
- ناتشونغ (بالتشيكية: Načetinský potok)‏
- فلوها (بالتشيكية: Flájský potok)‏
- وايلد فايسريتز (بالتشيكية: Divoká Bystřice)‏
- موجليتز (بالتشيكية: Mohelnice)‏
- بييلا
- إلبه (بالتشيكية: Labe)‏
- شبريه (بالتشيكية: Spréva)‏
- مانداو (بالتشيكية: Mandava)‏
- نايسه (بالتشيكية: Lužická Nisa)‏

## التاريخ
تأتي الحدود من حدود أراضي التاج البوهيمي، والتي أصبحت فيما بعد الحدود بين الإمبراطورية الألمانية والإمبراطورية النمساوية.
في الفترة 1945-1990، شكلت الحدود جزءًا من الستار الحديدي وكانت شديدة التسييج وتحت حراسة مشددة.
انضمت جمهورية التشيك إلى منطقة شنغن في عام 2007. وهذا يعني أنه تمت إزالة جميع عمليات فحص جوازات السفر على طول الحدود في ديسمبر 2007.

## ملحوظات
1. ↑  "CIA – The World Factbook – Germany". كتاب حقائق العالم. وكالة المخابرات المركزية. 31 مايو 2012. مؤرشف من الأصل في 2021-12-20. اطلع عليه بتاريخ 2012-05-31.

## روابط خارجية
- خطوط الحدود ألمانيا - جمهورية التشيك (خطوط السكك الحديدية)